# 哈爾科夫設計與藝術學院
哈爾科夫設計與藝術學院（烏克蘭語：Харківська державна академія дизайну та мистецтв）簡稱KSADA（烏克蘭語：ХДАДМ），是烏克蘭哈爾科夫的藝術學院，成立於1921年。此學院屬於公立大學，擁有第四級認證，原本歸教育部管理，自2020年起改由文化部管理。
哈爾科夫設計與藝術學院下轄美術學院、設計學院、環境設計學院以及視聽藝術與遠距學院等四所學院。

## 歷史

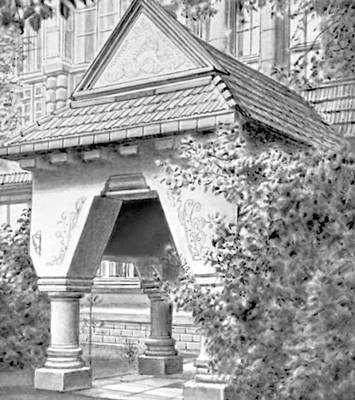
哈爾科夫設計與藝術學院的前身「哈爾科夫藝術學校」，攝於1913年

1912年哈爾科夫藝術學校成立，隸屬於聖彼得堡藝術學院（今列賓美術學院），其歷史可追溯至1869年在哈爾科夫成立的M. Raevskaya-Ivanova繪畫學校。1921年本學院在哈爾科夫藝術學校的基礎上成立；1941年第二次世界大戰期間本學院一度遷至烏茲別克撒馬爾罕；1948年學院改名哈爾科夫藝術與工藝學院，1963年重組為哈爾科夫藝術與工業學院。